# 國立花蓮高級農業職業學校
國立花蓮高級農業職業學校（英語：National Hualien Vocational High School of Agriculture），簡稱花蓮高農，臺灣花蓮縣花蓮市一所男女兼收的技術型高級中等學校。

## 歷史
- 創立於大正10年（1921年）4月，全名為「花蓮港街立簡易農業學校」，附設於花蓮公學校，即今明禮國民小學，專收原住民阿美族子弟，開辦之初為「四年制」。
- 大正11年（1922年）更名為「花蓮農業補習學校」。
- 昭和3年（1928年）遷移至花蓮舊新港街，即今明義國民小學。
- 昭和6年（1931年）改為「二年制」及「四年制」兩部制。
- 昭和8年（1933年）遷移至吉簿村，原防空學校舊址。
- 昭和17年（1942年）8月學校遷移至現址，更名為「花蓮港廳立農林學校」。
- 民國34年（1945年）二戰結束後，更名為「台灣省立花蓮農業職業學校」，改為「三三學制」設初、高級兩部，高級部設有農藝、森林兩科。
- 民國46年（1947年）農藝科改名為綜合農業科。
- 民國53年（1964年）增設農村家事科。
- 民國54年（1965年）增設畜牧獸醫科。
- 民國56年（1967年）增設農產製造科，同年奉教育廳核示招收五年制農藝、森林及畜牧三科。
- 民國57年（1968年）配合九年國民義務教育之實施，停止招收初級部及五年制，並重新增設農藝科。
- 民國58年（1969年）增設農業土木、農業機械兩科。
- 民國59年（1970年）學校更名為「台灣省立花蓮高級農業職業學校」，綜合農業科併入農藝科，並增設園藝科。
- 民國63年（1974年）將農產製造科更名為食品加工科，農藝科與園藝科合併為農業經營科，分設農藝組與園藝組。
- 民國66年（1977年）農業經營科農藝組改為農業經營科，園藝組改為園藝科，
- 民國68年（1979年）將農業經營科更名為農場經營科。
- 民國72年（1983年）增設園藝科延長國教班。
- 民國79年（1990年）農村家事科改名農村家政科。
- 民國88年（1999年）增設資料處理科及綜合職能科。
- 民國89年（2000年）將畜牧獸醫科更名為畜產保健科，將農村家政科更名為餐飲管理科。同年二月奉令改制為「國立花蓮高級農業職業學校」。
- 民國90年（2001年）將農業土木科更名為土木科。
- 民國91年（2002年）將農業機械科更名為生物產業機電科。
- 民國108年（2019年）將綜合職能科更名為門市服務科。

## 歷任校長
| 屆次 | 校名                         | 姓名           | 在任年份       | 備註             |
| ---- | ---------------------------- | -------------- | -------------- | ---------------- |
| 1    | 花蓮港街立簡易農業學校       | 板茂           | 1921年－1922年 | 日治時期首任校長 |
| 2    | 花蓮農業補習學校             | 平川吉雄       | 1922年－1931年 |                  |
| 3    | 花蓮農業補習學校             | 正木茂男       | 1931年－1942年 |                  |
| 4    | 花蓮港廳立農林學校           | 芹津（芹澤立） | 1942年－1943年 |                  |
| 5    | 花蓮港廳立農林學校           | 獅子堂靜雄     | 1943年－1945年 |                  |
| 6    | 台灣省立花蓮農業職業學校     | 汪滄溟         | 1945年－1946年 | 臺灣光復後首任   |
| 7    | 台灣省立花蓮農業職業學校     | 吴怀瑾         | 1946年－1948年 |                  |
| 8    | 台灣省立花蓮農業職業學校     | 汪桂芳         | 1948年－1950年 |                  |
| 9    | 台灣省立花蓮農業職業學校     | 陳養真         | 1950年－1951年 |                  |
| 10   | 台灣省立花蓮農業職業學校     | 吳春科         | 1951年－1953年 |                  |
| 11   | 台灣省立花蓮農業職業學校     | 葛建時         | 1953年－1955年 |                  |
| 12   | 台灣省立花蓮農業職業學校     | 成天驥         | 1955年－1966年 |                  |
| 13   | 台灣省立花蓮農業職業學校     | 田唯農         | 1966年－1970年 |                  |
| 13   | 台灣省立花蓮高級農業職業學校 | 田唯農         | 1970年－1971年 |                  |
| 14   | 台灣省立花蓮高級農業職業學校 | 蔡鶴年         | 1971年－1985年 |                  |
| 15   | 台灣省立花蓮高級農業職業學校 | 廖名塘         | 1985年－1989年 |                  |
| 16   | 台灣省立花蓮高級農業職業學校 | 蕭石定         | 1989年－1992年 |                  |
| 17   | 台灣省立花蓮高級農業職業學校 | 何經           | 1992年－1994年 |                  |
| 18   | 台灣省立花蓮高級農業職業學校 | 李有賢         | 1994年－1998年 |                  |
| 19   | 台灣省立花蓮高級農業職業學校 | 古桂村         | 1998年－2000年 |                  |
| 19   | 國立花蓮高級農業職業學校     | 古桂村         | 2000年－2007年 |                  |
| 20   | 國立花蓮高級農業職業學校     | 曾錦章         | 2007年－2011年 |                  |
| 21   | 國立花蓮高級農業職業學校     | 徐正鐘         | 2011年－2013年 |                  |
| 22   | 國立花蓮高級農業職業學校     | 鍾順水         | 2013年－2017年 |                  |
| 23   | 國立花蓮高級農業職業學校     | 梁宇承         | 2017年－至今   | 現任             |

## 科別
- 農業群：農場經營科、森林科、畜產保健科、園藝科
- 餐旅群：餐飲管理科
- 食品群：食品加工科
- 商業群：資料處理科
- 土木建築群：土木科
- 機械群：生物產業機電科，
- 特殊教育：門市服務科。

## 足球隊
花蓮高農與宜蘭高中、花蓮高中並列為台灣東部三大高中足球勁旅，曾於2004年榮獲全國中等學校運動會足球賽冠軍，並四度在全國中等學校足球聯賽高男組稱王。

### 榮譽
- 全國中等學校足球聯賽
  - 第一名：97學年度、103學年度、104學年度[1]、109學年度[2]
  - 第二名：99學年度、102學年度、108學年度
  - 第三名：100學年度
  - 第四名：96學年度、98學年度、101學年度、111學年度
- 全國青年盃
  - 亞軍：2004
  - 季軍：2002
- 全國中等學校運動會足球賽
  - 冠軍：2004
  - 殿軍：2005

## 姊妹校
- 日本 沖繩縣立八重山商工高等學校（日语：沖縄県立八重山商工高等学校）[3]
- 日本 島根縣立益田翔陽高等學校（日语：島根県立益田翔陽高等学校）

## 外部連結
- 國立花蓮高級農業職業學校官方網站 （页面存档备份，存于）